# Laurenz Kiesgen
Laurenz Kiesgen (* 3. Dezember 1869 in Köln; † 19. Februar 1957 in Dattenfeld/Sieg) war ein deutscher Pädagoge und Schriftsteller. Er schrieb unter den Pseudonymen Elise Kronberg, Carl Lorenz, Karl Lorenz, Pittjüppche und Schibeleutche.

## Leben
Laurenz Kiesgen war der Sohn eines Schmiedemeisters. Nach dem Besuch der Volksschule und einer Präparandie in Köln absolvierte er von 1887 bis 1890 eine Ausbildung am Lehrerseminar in Brühl. Von 1890 bis 1895 wirkte er als Lehrer in Kaster, von 1896 bis 1900 an einer Bürgerschule in Köln und ab 1900 als Mittelschullehrer.
Neben seiner Tätigkeit als Lehrer begann Kiesgen früh, literarische Texte zu veröffentlichen. Er engagierte sich im Kampf der Katholischen Kirche gegen die sog. „Schundliteratur“ und war von 1910 bis 1920 Chefredakteur der Zeitschrift Der Wächter für Jugendschriften. Ab 1912 gehörte er der Redaktion der Jugendzeitschrift Jung-Köln an.
Im Juli 1943 wurde Kiesgens Kölner Wohnung bei einem Luftangriff zerstört. Der Autor hielt sich vorübergehend bei seinen Kindern in Stuttgart auf; nach seiner Rückkehr nach Köln wurde er im Oktober 1944 erneut ausgebombt und zog nach Dattenfeld/Sieg, wo er bis zu seinem Tode lebte.
Laurenz Kiesgen war Verfasser von Erzählungen, Märchen, literaturhistorischen und literaturpädagogischen Abhandlungen, Gedichten und Theaterstücken; er schrieb teilweise in Kölner Mundart. Neben zahlreichen Werken der klassischen deutschen Literatur und Anthologien gab er von 1929 bis 1935 die Reihe Münchner Jugendschriften heraus.

## Werke
- Klopstocks und Goethes Lyrik, Kreuzburg O.-S. (unter dem Namen Karl Lorenz)
  - 1. Klopstock, 1892
  - 2. Goethe, 1892
- Himmel und Erde, Leipzig 1893
- Das Internat, Leipzig 1893
- Deutschlands regierende Reichsfürsten und ihre Länder, Münster 1894 (unter dem Namen Carl Lorenz)
- Der Globus, Paderborn 1894
- Max von Mexiko, Münster in Westf. 1894
- Das Schinkenfrühstück, Paderborn 1894 (unter dem Namen Carl Lorenz)
- Der Deutsch-Französische Krieg 1870 - 71, München 1895
- Das schönste Lied, Düsseldorf 1896
- Gottfried von Bouillon, Paderborn 1897 (unter dem Namen Carl Lorenz)
- Kaisers Geburtstag!, Düsseldorf 1897
- Kaisergeburtstag bei den Kleinen, Düsseldorf 1897
- Ein Märtyrer von Köln, Essen 1898
- Tugendkranz um den hl. Aloysius, Düsseldorf 1898
- Randglossen zur Jugendschriften-Frage, Kempten 1899
- In Feindesland, Düsseldorf 1900 (unter dem Namen Karl Lorenz)
- Das Schandmal, Berlin 1900 (unter dem Namen Carl Lorenz)
- Ein Engel auf Erden, Paderborn 1901 (unter dem Namen Karl Lorenz)
- Heinrich von Kleist, Leipzig 1901
- Der Prinzenraub, Paderborn 1901 (unter dem Namen Karl Lorenz)
- Chateaubriand und die Neuromantik, Hamm i.W. 1904
- Maisegen, München 1904
- Martin Greif, Leipzig 1905
- Die Lesepest, Kevelaer 1909
- Nächtliche Geschichten, Cöln 1912
- Liebe, Friede, Freiheit, Berlin [u. a.] 1913 (unter dem Namen Karl Lorenz)
- Vom lieben Kind Maria, Cöln a.Rh. 1913
- Die Botokuden und andere Erzählungen, Köln 1915
- Der Kampf um die Brücke und andere Erzählungen, Köln 1915
- Mickelpickels Abenteuer auf drei Kriegsschauplätzen, Cöln 1915
- Deutsche Lieder, M.Gladbach 1916
- Der Märchenvogel, Freiburg i.Br. 1917
- Da war auch ich dabei!, Regensburg 1918 (zusammen mit Andreas Untersberger)
- Der Märchenvogel, Freiburg i.Br. 1918
- Die Jugend von heute, die Männer von morgen, Kevelaer 1919
- Unseres Herrgotts Kostgänger, Köln 1919
- Lustige Geschichten, Köln 1922
- Deutsche Fahrten im jungen Amerika, Berlin 1927
- Der Esel Nasso und seine Abenteuer, Freiburg i.B. 1928
- Goethe, der Dichter, Kevelaer 1932
- Ernst Moritz Arndt, Kevelaer 1934
- Hindenburg, der Eckart des deutschen Volkes, Kevelaer 1935
- Als Köttel em ale Kölle, Saarlautern 1938
- Was der Schmitzen Hein vom alten Köln erzählt, Essen 1939
- Johann Peter Mauel, Mayen 1948
- Vum ale Kölle, Köln 1970

## Herausgeberschaft
- Liederbüchlein für deutsche Lehrer, Köln 1900 (herausgegeben zusammen mit Wilhelm Räderscheidt)
- Friedrich von Schiller: Die Jungfrau von Orleans, Hamm i.W. 1903
- Gotthold Ephraim Lessing: Minna von Barnhelm oder Das Soldatenglück, Hamm i.W. 1904
- Annette von Droste-Hülshoff: Eine Auswahl aus ihren Gedichten für die Jugend, München 1905
- Friedrich von Schiller: Wilhelm Tell, Hamm i.W. 1905
- Friedrich von Schiller: Schillers Gedichte, Hamm i.W. 1906
- Friedrich von Schiller: Maria Stuart, Hamm i.W. 1906
- Ernst von Houwald: Düstere Geschichten, Kevelaer 1907
- Das Marienheim in Köln, Köln 1907
- Auswahl von Charakterbildern aus Kunst und Literatur, Münster i.W. 1908
- Ausgewählte Märchen deutscher Dichter, Cöln
  - 1. Goethe, Chamisso, Mörike, 1909
  - 2. Hauff, Hebbel, Hoffmann, Immermann, 1909
  - 3. Arndt, Eichendorff, Novalis, Tieck, Wieland, 1910
  - 4. Fischer-Graz, Handel-Mazzetti, Kerner, Klie, Mosen, Müller v. Königswinter, Reinick, 1910
- Mädchenerzählungen deutscher Dichter, Köln 1910 (herausgegeben unter dem Namen Elise Kronberg)
- August Kopisch: Ausgewählte Gedichte, Essen-Ruhr 1912
- Zwanzig lustige Geschichten, Cöln 1912 (herausgegeben unter dem Namen E. Kronberg)
- Bundestreue, Münster i.W. (herausgegeben zusammen mit Gerhard Hennes)
  - 1 (1914)
- Adolph Kolping: Das Lindenkreuz und andere Erzählungen, Cöln 1914
- Adolph Kolping: Ein Spielchen und andere Erzählungen, Cöln 1914
- Adolph Kolping: Im Elendsgäßchen und andere Erzählungen, Köln 1919
- Adolph Kolping: Schuld Strafe und Versöhnung und andere Erzählungen, Köln 1919
- Der seltsame Ring und andere Märchen deutscher Dichter, Köln 1921
- Vom König, den Dracheneiern und der Prinzessin Caritas, Köln 1923
- Hellweg, Frankfurt a.M. (herausgegeben zusammen mit Wilhelm Nieland, Bernhard Zytur und Ferdinand Behr)
  - 1. Kinderland, 1924
  - 2. Heimatland, 1925
  - 3. Vaterland, 1924
  - 4. Dichterland, 1925
- Clemens Brentano: Rheinmärchen, Freiburg 1925
- Theodor Fontane: Der unglückliche Prinzenfreund und andere Erzählungen, Kevelaer 1930
- Der gefräßige Hans und andere lustige Geschichten, Kevelaer 1930
- August Hagen: Albrecht Dürer und Hans Sachs, Kevelaer 1930
- Enrica von Handel-Mazzetti: Der Stangelberger Poldl, Kevelaer 1930
- Christoph von Schmid: Ein Blumenkranz, Berlin 1931
- Joseph von Eichendorff: Eichendorff für die deutsche Jugend, Kevelaer 1932
- Max Biber: In Flandern reitet der Tod, Kevelaer 1935
- Kölner Lach- und Lesefibel, Essen 1940
- Rheinischer Volkshumor, Essen 1941 (herausgegeben zusammen mit Wilhelm Spael)